# معبد ایسه

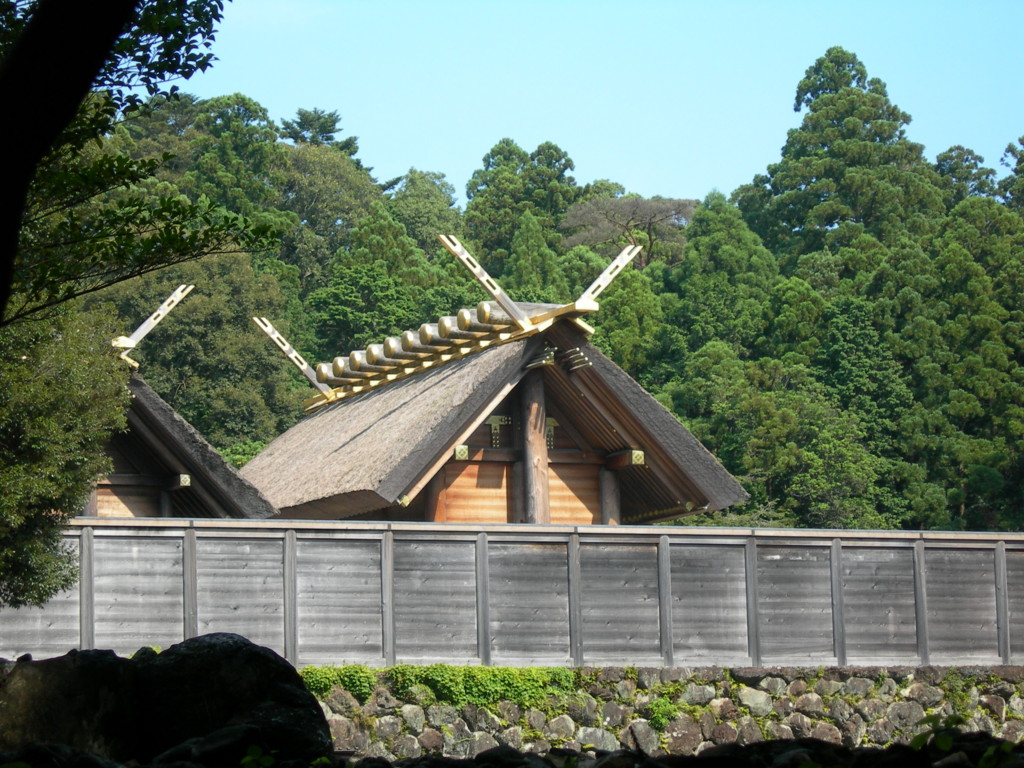
معبد ایسه.

معبد ایسه (به ژاپنی: 伊勢神宮, Ise Jingū) یک معبد شینتو است که به ایزدبانوی خورشید یا آماتراسو اختصاص داده شده‌است. این معبد در استان میه و در شهر ایسه قرار دارد.
در طول دوره «ادو»، تخمین زده می‌شود که از هر ده ژاپنی یک نفر به زیارت اوکاجی مایری رفته است. این سفرهای زیارتی هم جنبه‌های مذهبی دارد وهم از ابعاد تجاری بهره‌مند است. از آنجا که حرم به عنوان مقبره و محل مقدسی محسوب می‌شود، هیچ‌یک از بازرسی‌های امنیتی در آن انجام نمی‌شود. دو معبد اصلی ایس با یک جاده زیارتی که از طریق منطقه زیبای تفریحی عبور می‌کند، پیبه یکدیگر پیوسته هستند. بر طبق قوانین مذهبی، موبد اصلی معبد باید از خاندان سلطنتی انتخاب شود. در حال حاضر خانم سایکو کوردا، دختر امپراتور آکیویتو سرپرست این مجموعه مذهبی می‌باشد